# Husynne (powiat hrubieszowski)
Husynne – wieś w Polsce położona w województwie lubelskim, w powiecie hrubieszowskim, w gminie Hrubieszów. Leży na lewym brzegu rzeki Bug.
| SIMC    | Nazwa           | Rodzaj    |
| ------- | --------------- | --------- |
| 0889226 | Husynne-Kolonia | część wsi |

23 i 24 września 1939 roku w Husynnem i okolicy doszło do walk oddziałów polskich z Armią Czerwoną (bój pod Husynnem).
W latach 1975–1998 miejscowość należała administracyjnie do województwa zamojskiego. 
Wieś stanowi sołectwo gminy Hrubieszów. Według Narodowego Spisu Powszechnego (III 2011 r.) liczyła 463 mieszkańców i była siódmą co do wielkości miejscowością gminy Hrubieszów.
Wierni Kościoła rzymskokatolickiego należą do parafii Narodzenia Najświętszej Maryi Panny w Strzyżowie.